# Specklinia mucronata
Specklinia mucronata är en orkidéart som först beskrevs av John Lindley och Célestin Alfred Cogniaux, och fick sitt nu gällande namn av Carlyle August Luer. Specklinia mucronata ingår i släktet Specklinia och familjen orkidéer. Inga underarter finns listade i Catalogue of Life.